# Contingut intel·ligent
Contingut intel·ligent, en les tecnologies de la informació i la comunicació, és una informació multimèdia que s'adapta a la persona que la consumeix. Es diferencia del contingut estàtic, que és el mateix per a tothom. Inicialment era concebut per personalitzar propaganda, com ara una llibreria en línia que et proposa títols nous, adaptat als teus gusts i recerques anteriors. En l'argot informàtic de vegades s'utilitza encara la paraula anglesa smart content.
Es desenvolupen tecnologies per estendre a tot l'audiovisual més informatiu, per fer programes televisives interactives, independent del maquinari: sigui televisor, ordinador, telèfon mòbil, tauleta... A més, en estar connectat a la xarxa els objectes de la imatge es tornaran clicables i navegables, serà com una pàgina web, però en un audiovisual, que interaccionar amb els continguts i accedir a la seva informació sempre que es vulgui.
Tècnicament, per poder aconseguir les diferents característiques dels continguts intel·ligents cal fer dues coses: treballar per sota del marc i fragmentar la imatge. Cal treballar per sota de la unitat mínima de contingut, que és el marc (frame). Dins del marc hi ha un conjunt d'objectes independents amb la seva informació associada, a partir d'aquí podrem canviar, treure o modificar els objectes en funció del perfil d'usuari. Es tracta de descompondre la imatge en diverses capes per poder diferenciar el contingut i poder accedir-hi de forma individual.
Gairebé totes les indústries comencen a fer ús de contingut intel·ligent. Les empreses el producte de les quals és el contingut (per exemple, publicacions i mitjans de comunicació) han començat a adoptar contingut intel·ligent com una metodologia per allunyar-se de la seva oferta d'impressió tradicional a un multicanal, i amb freqüència ofereixen contingut personalitzat. Les empreses que produeixen grans volums de contingut, com les empreses de ciències de la vida, el sector aeroespacial, de defensa i empreses de serveis financers utilitzen contingut intel·ligent per optimitzar l'accés als continguts i recuperació. La indústria d'alta tecnologia (programari, maquinari i perifèrics) també mou cap a un contingut intel·ligent, però encara no es pren una gran quantitat d'ús de les metadades i la personalització. Els governs poden utilitzar contingut intel·ligent per gestionar i lliurar contingut legislatiu.
El contingut intel·ligent porta beneficis a les empreses que l'incorporen en la seva comunicació per la xarxa: redueix costs, ofereix contingut personalitzat i interactiu, pot adaptar-se automàticament a la llengua o altres característiques del client, s'adapta a les plataformes i sistemes operatius, i pot augmentar la satisfacció del client o també irritar-lo.
Consorci i3media
I3Media (2007-2010) va ser un projecte finançat pel programa Cénit del Ministeri d'Indústria per a la creació i gestió automatitzada de continguts audiovisuals intel·ligents, amb l'objectiu de disposar de les millors tecnologies per a la producció, gestió, distribució i explotació de tals continguts a l'hora de competir en el mercat audiovisual. Va ser portat a terme per un consorci d'empreses liderats per Mediapro, en col·laboració amb les empreses Telefónica I+D, Fonetic i organismes de recerca (universitats, centres tecnològics i centres de recerca) i la Corporació Catalana de Ràdio i Televisió (CCRTV). El projecte tenia un pressupost de prop de 35 milions d'euros. Més de cent quaranta investigadors de primer nivell hi van col·laborar. Barcelona Media va participar en dos subprojectes orientats al desenvolupament de sistemes de conversió text en parla amb expressivitat.